# Hans Ferdinand Schaub

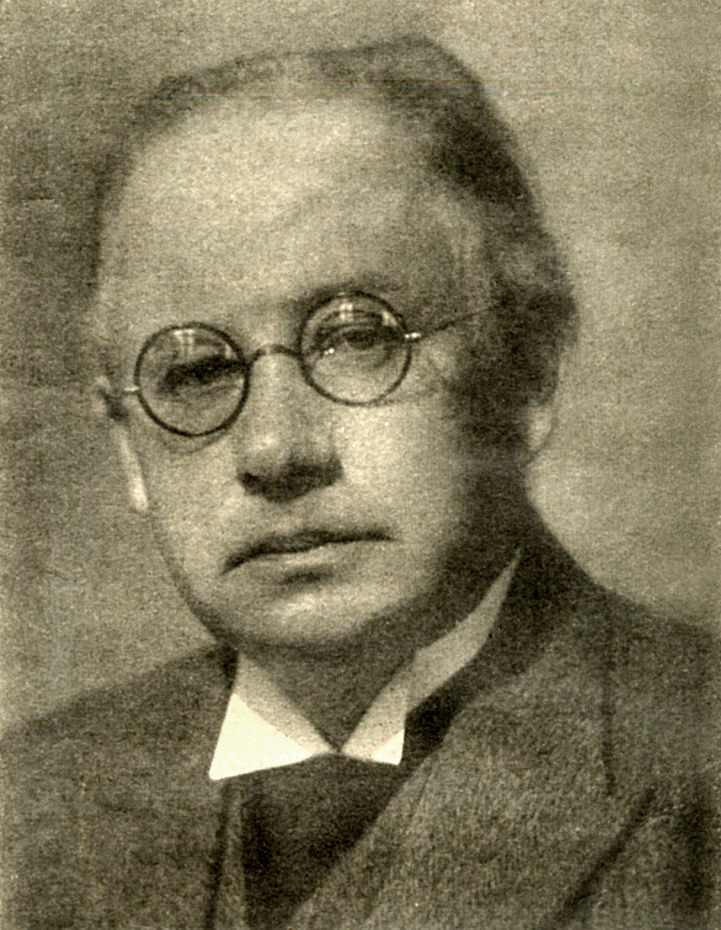
Hans Ferdinand Schaub

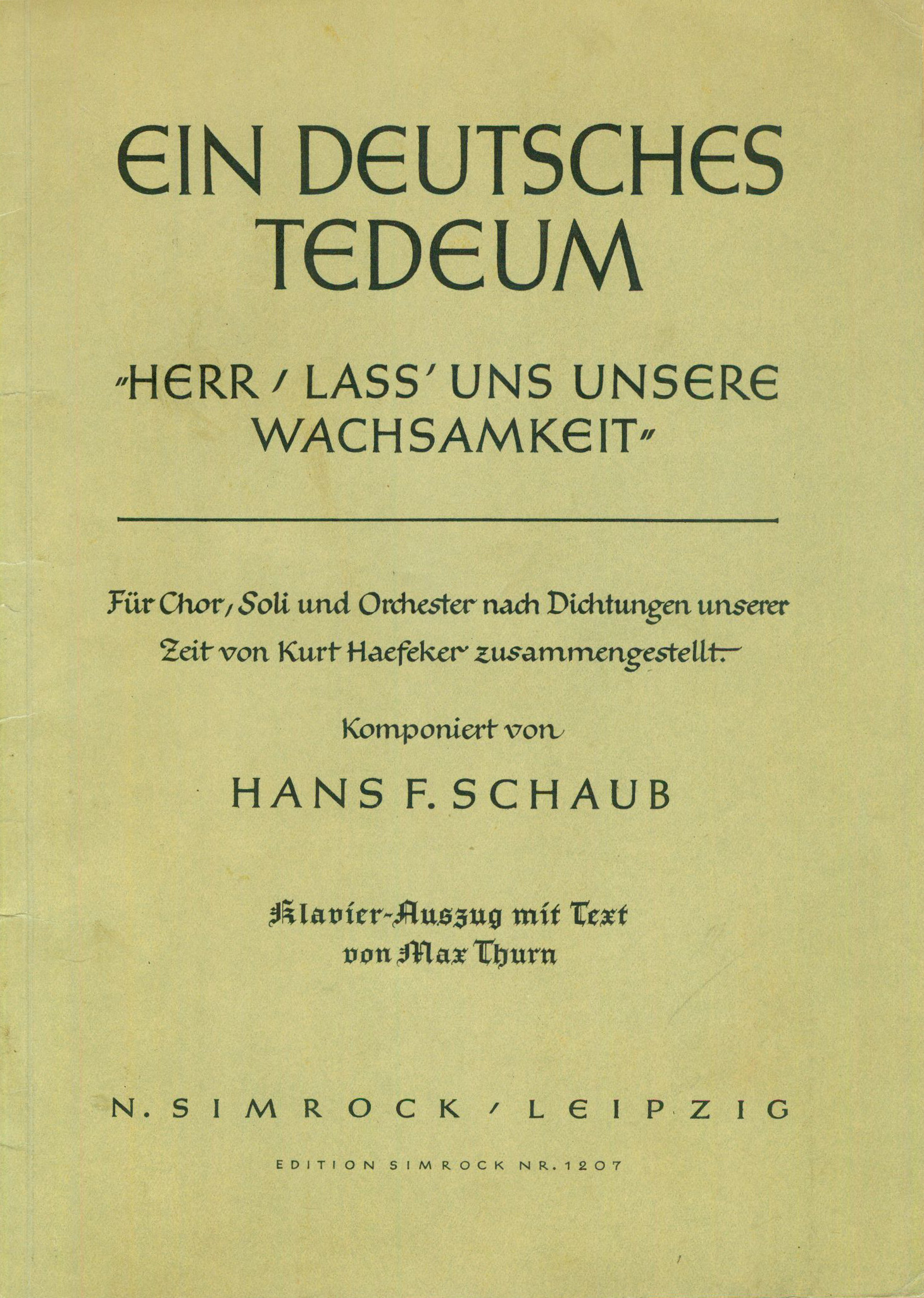
Titelblatt von Ein deutsches Tedeum (1942)

Hans Ferdinand Schaub (* 22. September 1880 in Frankfurt am Main; † 12. November 1965 in Hanstedt/Nordheide) war ein deutscher Komponist. Er komponierte im Stil der Nachromanik Kammermusik und Sinfonik.

## Leben
Schaub war Schüler des Hoch’schen Konservatoriums bei Iwan Knorr. Danach war er Chordirigent in Bingen und bekam eine Lehrtätigkeit in Breslau. Ab 1900 studierte er an der Berliner Akademie bei Engelbert Humperdinck. Schaub hatte eine Bekanntschaft mit Richard Strauss und Max von Schillings. Von 1906  bis 1915 war er Schriftleiter an der Deutschen Musiker-Zeitung und Präsidial-Mitglied der berufsständischen Organisation. Ab 1916 war er als Lehrer für Klavier, Formenlehre und Komposition am Vogtschen Konservatorium in Hamburg  tätig. Daneben war er kompositorisch tätig. Schaub lebte bis in die 1960er Jahre in Hanstedt/Nordheide. Er war verheiratet mit Margreth Gins. Seine Schwester war die Sängerin Hedwig „Hede“ Lelyveld-Schaub, die 1907 an Dr. Hoch’s Konservatorium in Frankfurt Gesang studierte. Diese lebte und verstarb ebenfalls in Hanstedt/Nordheide.

## Werke

### Bühnenmusik
- Nußknacker und Mausekönig, Märchenspiel mit Gesang und Tanz in fünf Bildern, einem Vor- und Nachspiel (Libretto: Margarethe Schaub; UA Hamburg 1918)

### Chormusik
- De Wihnachsmann in'n Snee für zwei Singstimmen (Chor) und Kammerorchester (1938)
- Ein Deutsches Tedeum, 1940 erstaufgeführt in der Hamburger Staatsoper unter Leitung von Max Thurn vom Philharmonischen Staatsorchester mit Lisa Jungkind, Gusta Hammer, Carl Kronenberg.
- Den Gefallenen, Kantate für Soli, Chor und Orchester

### Orchestermusik
- Symphonischer Festmarsch für großes Orchester op. 2 (UA 1902)
- Drei Intermezzi für kleines Orchester op. 5 (UA 1912)
- Orchestersuite nach der Musik zu dem Märchenspiel Nußknacker und Mausekönig op. 7 (UA 1918)
- Passacaglia und Fuge für großes Orchester op. 10 (1928, UA 1935)
- Abendmusik (Serenade) für Orchester (1929)
- Festliches Vorspiel für Orchester
- Ciaconna für Streichorchester (UA 1939)

### Kammermusik
- Capriccio für Violine und Klavier op. 4
- Ciaconne für zwei Violinen
- Streichquartett Nr. 1 c-Moll
- Streichquartett Nr. 2 D-Dur
- Spielmusik (Rondo) für Flöte, Oboe, Klarinette in A, Fagott, Violine und Viola

### Lieder
- Sechs Lieder für Alt und Klavier

## Dokumente
- Autographe von Hans F. Schaub befinden sich im Bestand des Musikverlages Sikorski im Sächsischen Staatsarchiv Leipzig.